# マリリン・モンロー (2005年のパチンコ機)
マリリン・モンローは、2005年10月にビスティが発売した、ハリウッド女優マリリン・モンローとタイアップしたパチンコ機のシリーズ名。CRマリリン・モンローSF-TとCRマリリン・モンローSF、CRマリリン・モンローMF-TLとCRマリリン・モンローMFの2機種がある。

## 概要
液晶型のデジパチ。世界中の男性達を魅了したマリリン・モンローが様々な演出で活躍する。

横スクロール5ライン方式を採用しており、通常時は異なる特徴を持った3種類のモードから選択して遊技することが可能となっている。

奇数図柄が揃う大当たりの場合には確変に突入し、偶数図柄揃いの大当たりの場合は通常大当たりとなる。

シリーズ機には突然確変を搭載しているタイプもある。

モードチェンジは、上皿中央に配置されたチャンスボタンを押すことにより、モードを順番に切り替えることができる。

デジタル停止中や、変動中の上段の図柄が停止するまでの間であればモードを切り替えることが可能である。

## スペック
- CRマリリン・モンローSF-T
  - 賞球数 3&4&10&15
  - 大当たり最高継続 15R（9カウント）
  - 大当たり確率 1/399.6
  - 確変中大当たり確率　1/40.0
  - 確変継続率　66%（突然確変を含む）
  - 確変期間　次回大当たりまで/リミッターなし
  - 時短システム　全ての大当たり終了後　100回転
- CRマリリン・モンローSF
  - 賞球数 3&4&10&15
  - 大当たり最高継続 15R（9カウント）
  - 大当たり確率 1/364.1
  - 確変中大当たり確率　1/36.4
  - 確変継続率　55%
  - 確変期間　次回大当たりまで/リミッターなし
  - 時短システム　全ての大当たり終了後　100回転
- CRマリリン・モンローMF-TL
  - 賞球数 3&4&10&15
  - 大当たり最高継続 15R（9カウント）
  - 大当たり確率 1/329.3
  - 確変中大当たり確率　1/32.9
  - 確変継続率　62%（突然確変を含む）
  - 確変期間　次回大当たりまで/リミッターなし
  - 時短システム　全ての大当たり終了後　100回転
- CRマリリン・モンローMF
  - 賞球数 3&4&10&15
  - 大当たり最高継続 15R（9カウント）
  - 大当たり確率 1/329.3
  - 確変中大当たり確率　1/32.9
  - 確変継続率　50%
  - 確変期間　次回大当たりまで/リミッターなし
  - 時短システム　全ての大当たり終了後　100回転

## 図柄
確変図柄
- 1
- 3
- 5
- 7
- 9

通常図柄
- 2
- 4
- 6
- 8

## 演出
ダイビングモード

背景に珊瑚や魚が棲息するダイビングモードの予告は、リーチ直後に発生する2種類のみとなっている。
- 泡予告

画面下からプクプクと泡が現れる。スーパーリーチ発展のチャンスである。
- 魚群予告

魚の大群と一緒にオレンジ水着のマリリンが登場する。大当たり期待度の高い演出である。
アドベンチャーモード

奥に神殿跡のようなものが見えるモード。このモードはプレイヤー参加型となっており、リーチ発生直後に画面左下のナビに従いボタンを押せば予告が発生する。
- レーダー予告

画面中央に魚影レーダーが浮かび上がるとチャンスである。ボタンを押すとレーダーに魚影が浮かび上がる。魚影は小→中→大と3パターンあり、現れた魚影が多いほど信頼度もアップする。
大当たり確定のプレミアム演出も存在する。
アクアリウムモード

ステップアップ予告を搭載した水槽の中を再現したモード。予告が発展するほど大当たり信頼度もアップする。
- ステップアップ予告

デジタル回転中に食物連鎖が発生する。最終ステップまで発展すれば期待大となる。
ステップ1では小魚が登場する。ステップ2ではアンコウが登場し、小魚を食べる。ステップ3ではマンボウが登場し、アンコウを食べる。

リーチアクション

ノーマルリーチ以外の3種類のスーパーリーチはモード共通で発生する。
- 贈り物リーチ

マリリンへの贈り物が画面下から登場する。選択しているモードによって贈り物が変化し、ダイヤ･金の像･バラの花束など異なるものが出現する。
- 海溝リーチ

中図柄の魚達が激しい潮の流れに逆らい、必死に立ち向かうアクションを見せる。ハズレ後に進みや戻りで2段階大当たりとなることもある。
どのモードを選択していても演出は共通で、見た目に変化はない。
- マリリンリーチ

ダブルラインでリーチになったら発生のチャンスとなる。純白ドレス姿のマリリンが液晶上から登場し、魚達を魅了しつつ当たりを狙う。

突然確変

液晶画面を巨大なクジラが横切れば、突然確変「ドルフィンチャンス」に突入する。

回転中やテンパイ直後、ハズレ後など様々なタイミングで発生することがある。

シリーズ機で突確を搭載しているのはSF-TとMF-TLの2機種である。

再抽選アクション

通常大当たり後にボタンを連打し、図柄がブルブルと動き出せば確変大当たりへと昇格する。

この大当たり後の再抽選アクションは、発生せずに大当たりラウンドが始まることもある。

大当たり後の再抽選で確変に昇格しなかった場合は、大当たりラウンド中にも確変昇格が確定する演出が発生することがある。

大当たりラウンド中に魚群が通過すれば、確変昇格が確定する。

## コンシューマ移植
- 必勝パチンコ★パチスロ攻略シリーズ Vol.3 CRマリリン・モンロー(PlayStation 2用)
  - 『必勝パチンコ★パチスロ攻略シリーズ Vol.3 CRマリリン・モンロー』(PlayStation 2、ディースリー・パブリッシャー、2006年2月23日発売、SLPS-25620、JAN-45-27823-99371-6)にCRマリリン・モンローSF-T･CRマリリン・モンローSF･CRマリリン・モンローMF-TL･CRマリリン・モンローMFが収録。